# Chemin de Fer de Petite Ceinture
| Personenzug auf der Petite Ceinture, um 1900 |                                   |                                                            |                                                            |
| Streckennummer (SNCF): | 980 000                           |                                                            |                                                            |
| Streckenlänge: | 32 km                             |                                                            |                                                            |
| Spurweite: | 1435 mm (Normalspur)              |                                                            |                                                            |
| Stromsystem: | nur über Pont National: 1500 V =  |                                                            |                                                            |
| Stromsystem: | Verbind. Évangile: 25 kV, 50 Hz ~ |                                                            |                                                            |
| |                                   |                                                            |                                                            |
| \| \| \| Courcelles-Ceinture \| \| \| \| \| Ligne d’Auteuil von Saint-Lazare \| \| \| \| \| \| \| \| \| 7,662 \| Courcelles - Levallois heute Péreire - Levallois \| Courcelles - Levallois heute Péreire - Levallois \| \| \| \| \| \| \| \| 6,356 \| Neuilly-Porte Maillot \| Neuilly-Porte Maillot \| \| \| \| \| \| \| \| 5,320 \| Avenue du Bois-de-Boulogne heute Avenue Foch \| Avenue du Bois-de-Boulogne heute Avenue Foch \| \| \| \| \| \| \| \| 4,533 5,908 \| Avenue Henri Martin \| Avenue Henri Martin \| \| \| \| nach Champ de Mars (VMI / ) \| \| \| \| \| \| \| \| \| 6,670 \| Passy - La Muette Ende Überbauung 1988 \| Passy - La Muette Ende Überbauung 1988 \| \| \| \| \| \| \| \| \| \| \| \| \| 8,230 \| Auteuil-Boulogne Endstation Ligne d’Auteuil \| Auteuil-Boulogne Endstation Ligne d’Auteuil \| \| \| \| \| \| \| \| \| Viaduc d’Auteuil (1073 m) \| \| \| \| 9,358 \| Point du Jour \| Point du Jour \| \| \| \| Pont du Point-du-Jour (175 m, Seine) \| \| \| \| \| \| \| \| \| \| (Boulevard Victor ) ＊ Bahnstrecke Paris–Versailles \| \| \| \| \| \| \| \| \| 10,399 \| Grenelle-Ceinture / Marchandises \| Grenelle-Ceinture / Marchandises \| \| \| \| \| \| \| \| 11,348 \| Vaugirard-Ceinture \| Vaugirard-Ceinture \| \| \| 11,433 \| Tunnel de Vaugirard (332 m) \| Tunnel de Vaugirard (332 m) \| \| \| 12,375 \| Paris-Brancion Schlachthof Vaugirard \| Paris-Brancion Schlachthof Vaugirard \| \| \| \| zur Bahnstrecke Paris–Brest \| \| \| \| 12,587 \| Ouest-Ceinture \| Ouest-Ceinture \| \| \| \| überbauter Einschnitt (600 m) \| \| \| \| 14,460 \| Montrouge-Ceinture \| Montrouge-Ceinture \| \| \| \| Tunnel de Montrouge (904 m) \| \| \| \| \| \| \| \| \| \| (Cité Universitaire ) ＊ Bahnstrecke Paris–Sceaux \| \| \| \| \| \| \| \| \| 15,780 \| Parc Montsouris \| Parc Montsouris \| \| \| \| überbauter Einschnitt Rungis \| \| \| \| \| La Glacière-Gentilly Gbf \| \| \| \| \| \| \| \| \| \| überbauter Einschnitt, Zugang während des Baus \| M 07 14 \| \| \| \| \| \| \| \| \| La Maison Blanche \| \| \| \| \| (überbauter Einschnitt =) Dalle d’Ivry \| \| \| \| \| Les Gobelins \| \| \| \| \| \| \| \| \| 0,252 17,254 \| Tunnel d’Ivry (202 m) Tunnel des Gobelins (479 m) \| Tunnel d’Ivry (202 m) Tunnel des Gobelins (479 m) \| \| \| \| \| \| \| \| 0,000 17,810 \| \| \| \| \| 18,319 \| Orléans-Ceinture \| Orléans-Ceinture \| \| \| 18,834 \| von der Bahnstrecke Paris–Bordeaux \| von der Bahnstrecke Paris–Bordeaux \| \| \| 18,874 \| Pont National (Seine, 175 m) \| Pont National (Seine, 175 m) \| \| \| 19,050 \| \| \| \| \| 19,111 \| La Rapée-Bercy (Fußweg … \| La Rapée-Bercy (Fußweg … \| \| \| 19,556 \| … zum Hp Bercy-Ceinture der …) \| … zum Hp Bercy-Ceinture der …) \| \| \| 19,628 \| Bahnstrecke Paris–Marseille \| Bahnstrecke Paris–Marseille \| \| \| \| Rue Claude Decaen \| \| \| \| \| zur Bahnstrecke Paris–Vincennes \| \| \| \| 20,993 \| Bel Air-Ceinture \| Bel Air-Ceinture \| \| \| \| Avenue de Vincennes \| \| \| \| \| Atelier (Werkstatt) RATP \| \| \| \| \| Charonne-Marchandises \| \| \| \| \| Rue d’Avron \| \| \| \| 22,156 \| Charonne \| Charonne \| \| \| 23,321 \| Tunnel de Charonne (1018 m, zuzüglich …) \| Tunnel de Charonne (1018 m, zuzüglich …) \| \| \| 24,339 \| früherer Einschnitt (Tranchée) Sorbier (141 m) \| früherer Einschnitt (Tranchée) Sorbier (141 m) \| \| \| 24,489 \| Tunnel Sorbier (144 m) \| Tunnel Sorbier (144 m) \| \| \| \| Ménilmontant \| \| \| \| 24,884 \| Tunnel von Belleville (1125 m) \| Tunnel von Belleville (1125 m) \| \| \| \| Parc des Buttes-Chaumont \| \| \| \| 26,137 \| \| \| \| \| 26,418 \| Belleville-Villette \| Belleville-Villette \| \| \| 26,672 \| \| \| \| \| \| \| \| \| \| \| Paris-Bestiaux / Abattoirs Viehmarkt / Schlachthöfe \| \| \| \| \| \| \| \| \| 27,161 \| Canal de l’Ourcq (44 m) \| Canal de l’Ourcq (44 m) \| \| \| 27,351 \| Viadukt von La Villette (416 m) \| Viadukt von La Villette (416 m) \| \| \| 27,700 \| Pont de Flandre \| Pont de Flandre \| \| \| \| \| \| \| \| 28,300 \| Est-Ceinture heute Rosa Parks Bahnstrecke Paris–Strasbourg \| Est-Ceinture heute Rosa Parks Bahnstrecke Paris–Strasbourg \| \| \| \| \| \| \| \| \| Évangile \| \| \| \| 28,560 \| \| \| \| \| 28,779 \| \| \| \| \| 28,969 \| La Chapelle-Charbons \| La Chapelle-Charbons \| \| \| \| \| \| \| \| \| La Chapelle-Saint-Denis Bahnstrecke Paris–Lille \| \| \| \| \| \| \| \| \| 30,509 \| Boulevard Ornano \| Boulevard Ornano \| \| \| 30,940 \| Tunnel de Saint-Ouen (513 m) \| Tunnel de Saint-Ouen (513 m) \| \| \| 31,664 \| Avenue de Saint-Ouen \| Avenue de Saint-Ouen \| \| \| \| \| \| \| \| 31,706 \| nach Les Docks von Ermont (VMI / ) \| nach Les Docks von Ermont (VMI / ) \| \| \| \| \| \| \| \| \| \| \| \| \| 32,600 \| Avenue de Clichy heute Porte de Clichy \| Avenue de Clichy heute Porte de Clichy \| \| \| \| \| \| \| \| \| \| \| \| \| \| St. Lazare II, III, IV, V, VI \| \| \| \| \| Courcelles-Ceinture \| \| \| \| \| Ligne d’Auteuil \| \| ＊ Kein direkter Übergang zum Bhf der Petite Ceinture. |                                   |                                                            |                                                            |
| ehemaliger Bahnhof |                                   | Courcelles-Ceinture                                        | Courcelles-Ceinture                                        |
| Abzweig geradeaus und ehemals von links |                                   | Ligne d’Auteuil von Saint-Lazare                           | Ligne d’Auteuil von Saint-Lazare                           |
| |                                   |                                                            |                                                            |
| Bahnhof | 7,662                             | Courcelles - Levallois heute Péreire - Levallois           | Courcelles - Levallois heute Péreire - Levallois           |
| |                                   |                                                            |                                                            |
| Turmhaltepunkt mit Tunnelstrecke | 6,356                             | Neuilly-Porte Maillot                                      | Neuilly-Porte Maillot                                      |
| |                                   |                                                            |                                                            |
| Haltepunkt / Haltestelle | 5,320                             | Avenue du Bois-de-Boulogne heute Avenue Foch               | Avenue du Bois-de-Boulogne heute Avenue Foch               |
| |                                   |                                                            |                                                            |
| Haltepunkt / Haltestelle | 4,533 5,908                       | Avenue Henri Martin                                        | Avenue Henri Martin                                        |
| Abzweig ehemals geradeaus und nach links |                                   | nach Champ de Mars (VMI / )                                | nach Champ de Mars (VMI / )                                |
| |                                   |                                                            |                                                            |
| Haltepunkt / Haltestelle (Strecke außer Betrieb) | 6,670                             | Passy - La Muette Ende Überbauung 1988                     | Passy - La Muette Ende Überbauung 1988                     |
| |                                   |                                                            |                                                            |
| |                                   |                                                            |                                                            |
| Bahnhof (Strecke außer Betrieb) | 8,230                             | Auteuil-Boulogne Endstation Ligne d’Auteuil                | Auteuil-Boulogne Endstation Ligne d’Auteuil                |
| |                                   |                                                            |                                                            |
| Strecke geradeaus (außer Betrieb) |                                   | Viaduc d’Auteuil (1073 m)                                  | Viaduc d’Auteuil (1073 m)                                  |
| Haltepunkt / Haltestelle (Strecke außer Betrieb) | 9,358                             | Point du Jour                                              | Point du Jour                                              |
| |                                   | Pont du Point-du-Jour (175 m, Seine)                       |                                                            |
| |                                   |                                                            |                                                            |
| Kreuzung Ende Hochstrecke (Strecke geradeaus außer Betrieb) · Abzweig quer, von rechts und ehemals von links |                                   | (Boulevard Victor ) ＊ Bahnstrecke Paris–Versailles        | (Boulevard Victor ) ＊ Bahnstrecke Paris–Versailles        |
| |                                   |                                                            |                                                            |
| Haltepunkt / Haltestelle (Strecke außer Betrieb) · ehemaliger Dienststation / Betriebs- oder Güterbahnhof | 10,399                            | Grenelle-Ceinture / Marchandises                           | Grenelle-Ceinture / Marchandises                           |
| Abzweig geradeaus und von links (Strecke außer Betrieb) |                                   |                                                            |                                                            |
| Haltepunkt / Haltestelle (Strecke außer Betrieb) | 11,348                            | Vaugirard-Ceinture                                         | Vaugirard-Ceinture                                         |
| Tunnel (Strecke außer Betrieb) | 11,433                            | Tunnel de Vaugirard (332 m)                                | Tunnel de Vaugirard (332 m)                                |
| Dienststation / Betriebs- oder Güterbahnhof (Strecke außer Betrieb) | 12,375                            | Paris-Brancion Schlachthof Vaugirard                       | Paris-Brancion Schlachthof Vaugirard                       |
| Abzweig geradeaus und nach links (Strecke außer Betrieb) · Strecke von rechts (außer Betrieb) |                                   | zur Bahnstrecke Paris–Brest                                | zur Bahnstrecke Paris–Brest                                |
| ehemaliger Turmhaltepunkt geradeaus unten (Strecke geradeaus außer Betrieb) · Abzweig quer und ehemals nach links | 12,587                            | Ouest-Ceinture                                             | Ouest-Ceinture                                             |
| Tunnelanfang (Strecke außer Betrieb) |                                   | überbauter Einschnitt (600 m)                              | überbauter Einschnitt (600 m)                              |
| Haltepunkt / Haltestelle Tunnelende (Strecke außer Betrieb) | 14,460                            | Montrouge-Ceinture                                         | Montrouge-Ceinture                                         |
| Tunnelanfang (Strecke außer Betrieb) |                                   | Tunnel de Montrouge (904 m)                                | Tunnel de Montrouge (904 m)                                |
| |                                   |                                                            |                                                            |
| Haltepunkt / Haltestelle quer · Kreuzung Streckenende (Strecke geradeaus außer Betrieb) (im Tunnel) |                                   | (Cité Universitaire ) ＊ Bahnstrecke Paris–Sceaux          | (Cité Universitaire ) ＊ Bahnstrecke Paris–Sceaux          |
| |                                   |                                                            |                                                            |
| Haltepunkt / Haltestelle (Strecke außer Betrieb) | 15,780                            | Parc Montsouris                                            | Parc Montsouris                                            |
| Tunnelanfang (Strecke außer Betrieb) |                                   | überbauter Einschnitt Rungis                               | überbauter Einschnitt Rungis                               |
| Dienststation / Betriebs- oder Güterbahnhof Streckenende und Streckenanfang (Strecke außer Betrieb) (im Tunnel) |                                   | La Glacière-Gentilly Gbf                                   | La Glacière-Gentilly Gbf                                   |
| |                                   |                                                            |                                                            |
| U-Bahn-Strecke quer · Kreuzung mit Tunnelstrecke und geradeaus oben (im Tunnel) · U-Bahn-Strecke quer |                                   | überbauter Einschnitt, Zugang während des Baus             | M 07 14                                                    |
| |                                   |                                                            |                                                            |
| Haltepunkt / Haltestelle Tunnelende (Strecke außer Betrieb) |                                   | La Maison Blanche                                          | La Maison Blanche                                          |
| Tunnel (Strecke außer Betrieb) |                                   | (überbauter Einschnitt =) Dalle d’Ivry                     | (überbauter Einschnitt =) Dalle d’Ivry                     |
| Strecke (außer Betrieb) · Betriebs-/Güterbahnhof Streckenanfang (Strecke außer Betrieb) |                                   | Les Gobelins                                               | Les Gobelins                                               |
| |                                   |                                                            |                                                            |
| | 0,252 17,254                      | Tunnel d’Ivry (202 m) Tunnel des Gobelins (479 m)          | Tunnel d’Ivry (202 m) Tunnel des Gobelins (479 m)          |
| |                                   |                                                            |                                                            |
| Abzweig geradeaus und von links (Strecke außer Betrieb) · Strecke nach rechts (außer Betrieb) | 0,000 17,810                      |                                                            |                                                            |
| ehemaliger Turmhaltepunkt geradeaus oben (Strecke geradeaus außer Betrieb) · Abzweig quer und ehemals von links | 18,319                            | Orléans-Ceinture                                           | Orléans-Ceinture                                           |
| Abzweig geradeaus und von links (Strecke außer Betrieb) · Strecke nach rechts (außer Betrieb) | 18,834                            | von der Bahnstrecke Paris–Bordeaux                         | von der Bahnstrecke Paris–Bordeaux                         |
| Brücke über Wasserlauf (Strecke außer Betrieb) | 18,874                            | Pont National (Seine, 175 m)                               | Pont National (Seine, 175 m)                               |
| Abzweig geradeaus und nach links (Strecke außer Betrieb) · Strecke von rechts (außer Betrieb) | 19,050                            |                                                            |                                                            |
| Bahnhof (Strecke außer Betrieb) · Strecke (außer Betrieb) | 19,111                            | La Rapée-Bercy (Fußweg …                                   | La Rapée-Bercy (Fußweg …                                   |
| Abzweig geradeaus und von links (Strecke außer Betrieb) · Abzweig geradeaus und von rechts (Strecke außer Betrieb) | 19,556                            | … zum Hp Bercy-Ceinture der …)                             | … zum Hp Bercy-Ceinture der …)                             |
| Kreuzung geradeaus oben (Strecke geradeaus außer Betrieb) · Abzweig quer und ehemals nach links | 19,628                            | Bahnstrecke Paris–Marseille                                | Bahnstrecke Paris–Marseille                                |
| Haltepunkt / Haltestelle (Strecke außer Betrieb) |                                   | Rue Claude Decaen                                          | Rue Claude Decaen                                          |
| Abzweig geradeaus und nach links (Strecke außer Betrieb) · Strecke von rechts (außer Betrieb) |                                   | zur Bahnstrecke Paris–Vincennes                            | zur Bahnstrecke Paris–Vincennes                            |
| ehemaliger Turmhaltepunkt geradeaus oben (Querstrecke außer Betrieb) (Strecke geradeaus außer Betrieb) · Abzweig quer und nach links (Strecke außer Betrieb) | 20,993                            | Bel Air-Ceinture                                           | Bel Air-Ceinture                                           |
| Haltepunkt / Haltestelle (Strecke außer Betrieb) |                                   | Avenue de Vincennes                                        | Avenue de Vincennes                                        |
| Blockstelle (Strecke außer Betrieb) |                                   | Atelier (Werkstatt) RATP                                   | Atelier (Werkstatt) RATP                                   |
| Dienststation / Betriebs- oder Güterbahnhof (Strecke außer Betrieb) |                                   | Charonne-Marchandises                                      | Charonne-Marchandises                                      |
| Haltepunkt / Haltestelle (Strecke außer Betrieb) |                                   | Rue d’Avron                                                | Rue d’Avron                                                |
| Haltepunkt / Haltestelle Tunnelanfang (Strecke außer Betrieb) | 22,156                            | Charonne                                                   | Charonne                                                   |
| Strecke (außer Betrieb) (im Tunnel) | 23,321                            | Tunnel de Charonne (1018 m, zuzüglich …)                   | Tunnel de Charonne (1018 m, zuzüglich …)                   |
| Strecke (außer Betrieb) (im Tunnel) | 24,339                            | früherer Einschnitt (Tranchée) Sorbier (141 m)             | früherer Einschnitt (Tranchée) Sorbier (141 m)             |
| Tunnelende (Strecke außer Betrieb) | 24,489                            | Tunnel Sorbier (144 m)                                     | Tunnel Sorbier (144 m)                                     |
| Haltepunkt / Haltestelle Tunnelanfang (Strecke außer Betrieb) |                                   | Ménilmontant                                               | Ménilmontant                                               |
| | 24,884                            | Tunnel von Belleville (1125 m)                             | Tunnel von Belleville (1125 m)                             |
| |                                   | Parc des Buttes-Chaumont                                   |                                                            |
| Strecke von links (außer Betrieb) · Abzweig geradeaus und nach rechts (Strecke außer Betrieb) | 26,137                            |                                                            |                                                            |
| Strecke (außer Betrieb) · Haltepunkt / Haltestelle (Strecke außer Betrieb) | 26,418                            | Belleville-Villette                                        | Belleville-Villette                                        |
| Abzweig geradeaus und von links (Strecke außer Betrieb) · Abzweig geradeaus und von rechts (Strecke außer Betrieb) | 26,672                            |                                                            |                                                            |
| |                                   |                                                            |                                                            |
| Betriebs-/Güterbahnhof Streckenende (Strecke außer Betrieb) · Strecke (außer Betrieb) |                                   | Paris-Bestiaux / Abattoirs Viehmarkt / Schlachthöfe        | Paris-Bestiaux / Abattoirs Viehmarkt / Schlachthöfe        |
| |                                   |                                                            |                                                            |
| Brücke über Wasserlauf (Strecke außer Betrieb) | 27,161                            | Canal de l’Ourcq (44 m)                                    | Canal de l’Ourcq (44 m)                                    |
| Brücke (Strecke außer Betrieb) | 27,351                            | Viadukt von La Villette (416 m)                            | Viadukt von La Villette (416 m)                            |
| Haltepunkt / Haltestelle (Strecke außer Betrieb) | 27,700                            | Pont de Flandre                                            | Pont de Flandre                                            |
| |                                   |                                                            |                                                            |
| ehemaliger Turmhaltepunkt geradeaus unten (Strecke geradeaus außer Betrieb) · Abzweig quer und von rechts | 28,300                            | Est-Ceinture heute Rosa Parks Bahnstrecke Paris–Strasbourg | Est-Ceinture heute Rosa Parks Bahnstrecke Paris–Strasbourg |
| |                                   |                                                            |                                                            |
| Strecke (außer Betrieb) · ehemaliger Dienststation / Betriebs- oder Güterbahnhof |                                   | Évangile                                                   | Évangile                                                   |
| Abzweig geradeaus und nach links (Strecke außer Betrieb) · Abzweig geradeaus und ehemals von rechts | 28,560                            |                                                            |                                                            |
| Abzweig geradeaus und von links (Strecke außer Betrieb) · Abzweig geradeaus und ehemals nach rechts | 28,779                            |                                                            |                                                            |
| Strecke von links · Kreuzung geradeaus unten (Strecke geradeaus außer Betrieb) · ehemaliger Dienststation / Betriebs- oder Güterbahnhof rechts | 28,969                            | La Chapelle-Charbons                                       | La Chapelle-Charbons                                       |
| |                                   |                                                            |                                                            |
| Abzweig quer und nach rechts · ehemaliger Turmbahnhof geradeaus unten (Strecke geradeaus außer Betrieb) |                                   | La Chapelle-Saint-Denis Bahnstrecke Paris–Lille            | La Chapelle-Saint-Denis Bahnstrecke Paris–Lille            |
| |                                   |                                                            |                                                            |
| Haltepunkt / Haltestelle (Strecke außer Betrieb) | 30,509                            | Boulevard Ornano                                           | Boulevard Ornano                                           |
| Tunnel (Strecke außer Betrieb) | 30,940                            | Tunnel de Saint-Ouen (513 m)                               | Tunnel de Saint-Ouen (513 m)                               |
| Haltepunkt / Haltestelle (Strecke außer Betrieb) | 31,664                            | Avenue de Saint-Ouen                                       | Avenue de Saint-Ouen                                       |
| |                                   |                                                            |                                                            |
| Abzweig ehemals geradeaus, ehemals nach rechts und von rechts | 31,706                            | nach Les Docks von Ermont (VMI / )                         | nach Les Docks von Ermont (VMI / )                         |
| |                                   |                                                            |                                                            |
| |                                   |                                                            |                                                            |
| Bahnhof | 32,600                            | Avenue de Clichy heute Porte de Clichy                     | Avenue de Clichy heute Porte de Clichy                     |
| |                                   |                                                            |                                                            |
| Abzweig geradeaus und ehemals nach links |                                   |                                                            |                                                            |
| Kreuzung geradeaus oben · Abzweig quer, nach rechts und ehemals von links |                                   | St. Lazare II, III, IV, V, VI                              | St. Lazare II, III, IV, V, VI                              |
| ehemaliger Bahnhof · Strecke (außer Betrieb) |                                   | Courcelles-Ceinture                                        | Courcelles-Ceinture                                        |
| Abzweig geradeaus und ehemals von links · Strecke nach rechts (außer Betrieb) |                                   | Ligne d’Auteuil                                            | Ligne d’Auteuil                                            |

Der Chemin de Fer de Petite Ceinture (Kleine Ringbahn) war eine 32 Kilometer lange, Paris umrundende Eisenbahnstrecke, die ab 1852 die in der Stadt gelegenen Endbahnhöfe miteinander verband. Sie verlief  innerhalb der Stadtgrenze weitgehend entlang der Thiersschen Stadtbefestigung, einer Mitte des 19. Jahrhunderts errichteten Verteidigungsanlage, da sie auch militärischen Zwecken dienen sollte. 
Für den Personenverkehr seit 1934 und den Güterverkehr seit den 1990er-Jahren großenteils stillgelegt, sind ihre verbliebenen Gleise und Bahnhöfe seit Jahrzehnten Gegenstand von Debatten über Bebauung oder Bewahrung hinsichtlich einer nach wie vor möglichen Wiederinbetriebnahme. Seit 2007 wurden mehrere Abschnitte zu temporären coulées vertes, Parkwanderwegen, umgewandelt.

## Hintergrund

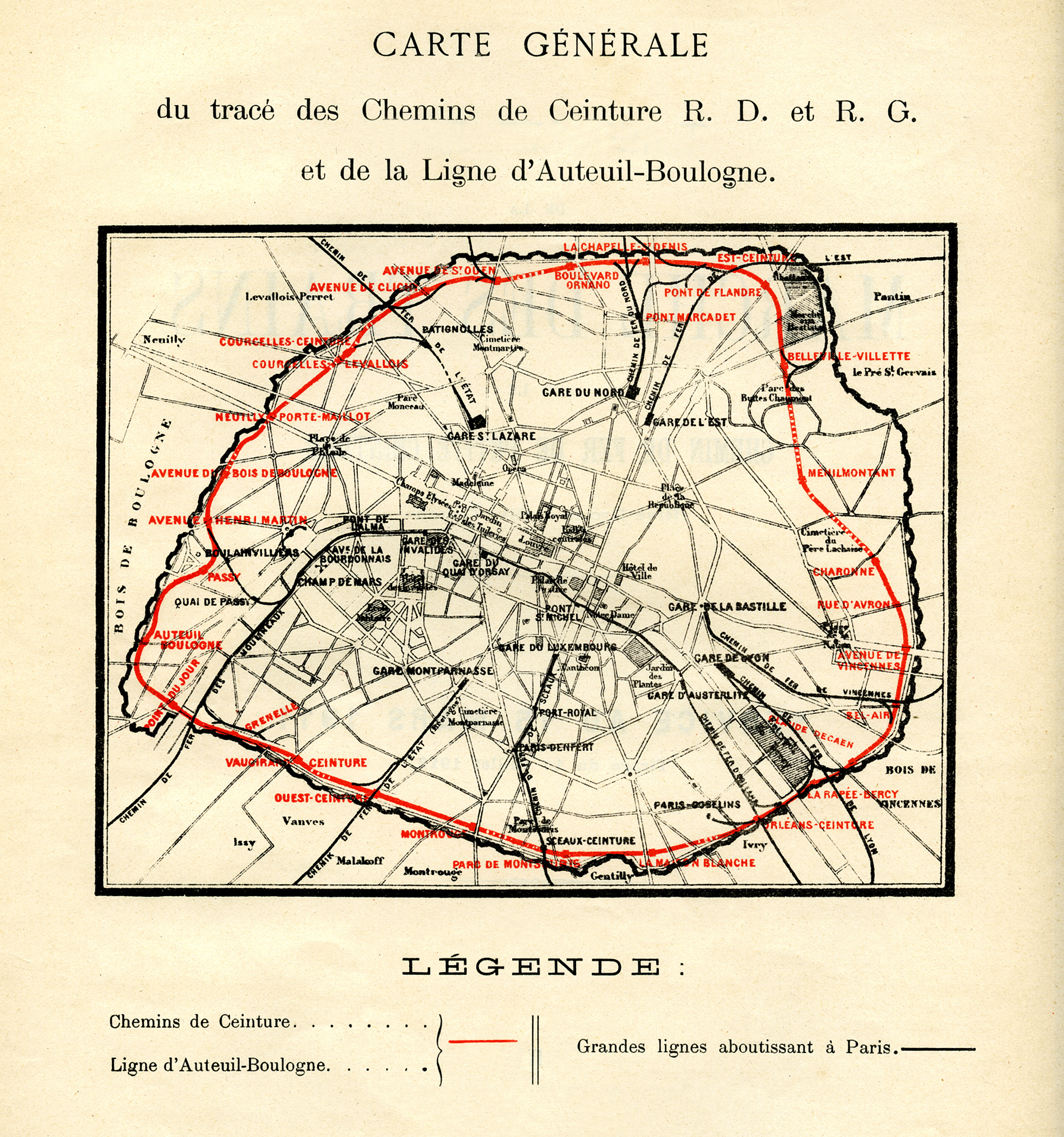
Petite Ceinture (rot) und Thierssche Stadtbefestigung (schwarz)

Mitte des 19. Jahrhunderts hatten die ersten privaten Eisenbahngesellschaften in Frankreich sternförmig auf Paris zulaufende Bahnstrecken aus verschiedenen Landesteilen gebaut, die in jeweils eigenen Kopfbahnhöfen endeten. Da die Gesellschaften regionale Monopole wahren wollten und wenig Neigung zur Kooperation zeigten, gab es zunächst keine Verbindung dieser Bahnhöfe untereinander.
Güter, die wegen dieser Bahnnetzstruktur von einem Landesteil in den anderen über Paris transportiert werden mussten, wurden daher in der Stadt auf Pferdefuhrwerke umgeladen, zu den Bahnhöfen der weiterführenden Linien transportiert und dort wieder aufgeladen. Reisende mussten die entsprechenden Umwege nehmen.
Die Endbahnhöfe und ihre Betreiber in Paris um 1848 waren (im Uhrzeigersinn):
- Gare Saint-Lazare an der Strecke nach Rouen, betrieben von der Compagnie du chemin de fer de Paris à Saint-Germain (gegr. 1835), ab 1855 von der Compagnie des Chemins de fer de l’Ouest
- Gare du Nord, betrieben von der Compagnie des chemins de fer du Nord (gegr. 1846)
- Gare de Strasbourg (später Gare de l’Est) an der Strecke nach Straßburg, betrieben von der Compagnie du chemin de fer de Paris à Strasbourg (1849), ab 1853 von der Compagnie des Chemins de fer de l’Est
- Gare de Lyon betrieben von den Chemins de fer de Paris à Lyon (gegr. 1849), ab 1858 von der Compagnie des chemins de fer de Paris à Lyon et à la Méditerranée
- Gare d’Orléans (heute Gare d’Austerlitz), betrieben von der Compagnie du chemin de fer de Paris à Orléans (gegr. 1840)
- Embarcadère de Sceaux (jetzt Gare de Denfert-Rochereau), betrieben von der Compagnie du chemin de fer de Paris à Sceaux (1846)
- Gare de l’Ouest (später Gare Montparnasse), betrieben von der Compagnie de Versailles-Rive Gauche (gegr. 1840), ab 1855 von den Chemins de fer de l’Ouest

Die Regierung versuchte, diese Gesellschaften zum Bau einer gemeinsamen Verbindungsstrecke zu bewegen, dabei schreckte sie vor Nötigung und Erpressung nicht zurück. Die Strecke sollte auf dem rechten Seineufer (Rive droite) zwischen den Bahnhöfen Gare Saint-Lazare und Gare d’Orléans verlaufen und von den Gesellschaften gemeinsam betrieben werden. Das Äußerste, was die kurzzeitig existierende republikanische Regierung jedoch erreichen konnte, bestand in erzwungenen Fusionsverhandlungen zwischen den Betriebsgesellschaften und in privatrechtlichen Verträgen zwischen ihnen.

## Chemin de Fer de Ceinture Rive droite

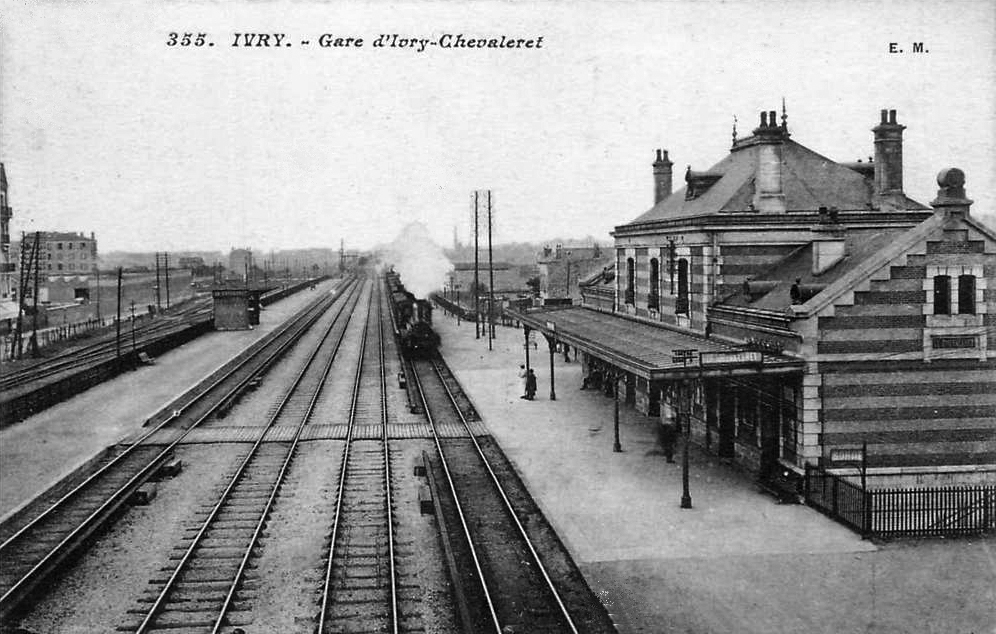
Bahnhof Ivry-Chevaleret (seit 1919: Ivry-sur-Seine), um 1900

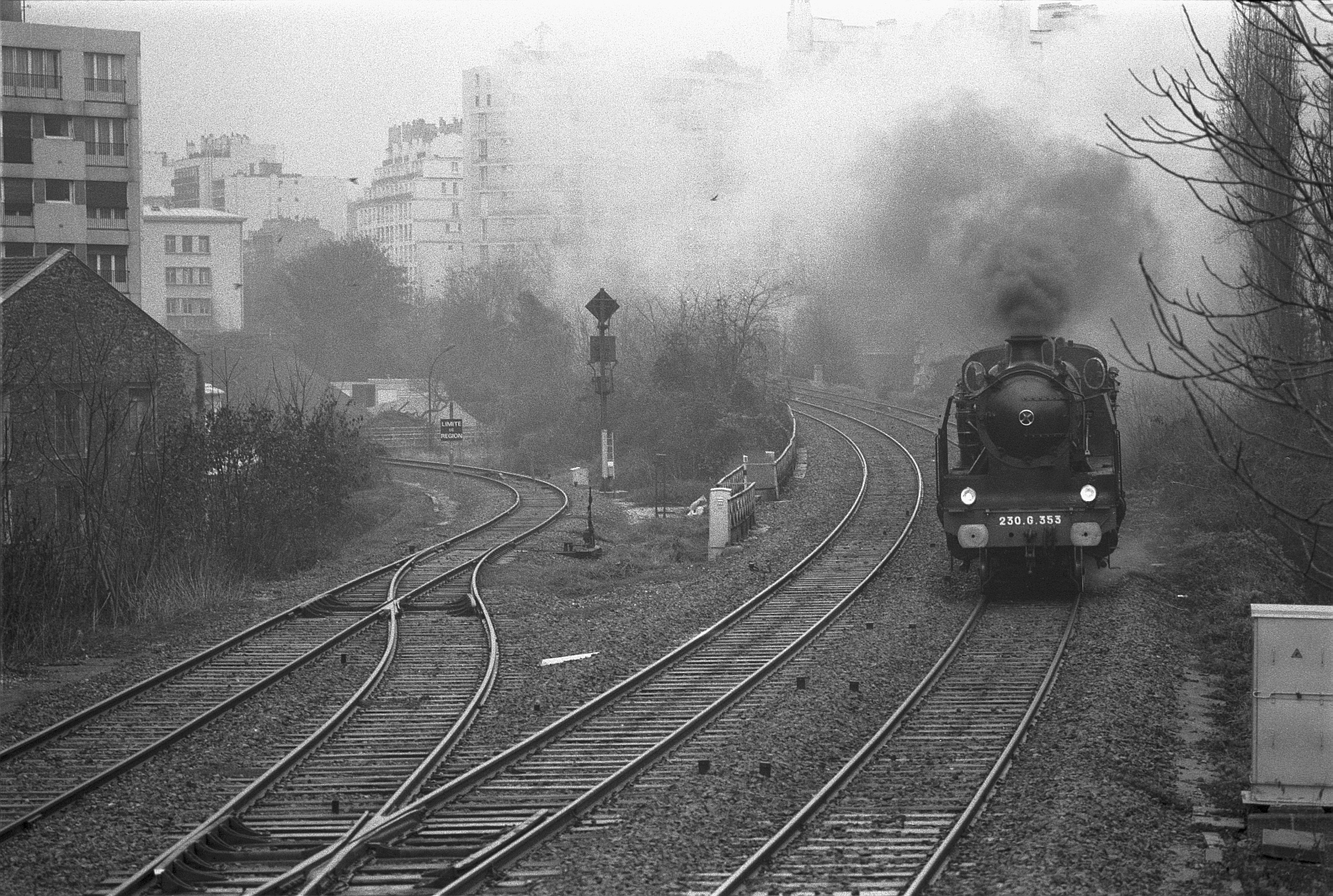
230 G 353 auf der Petite Ceinture am Abzweig Bel Air, 1985

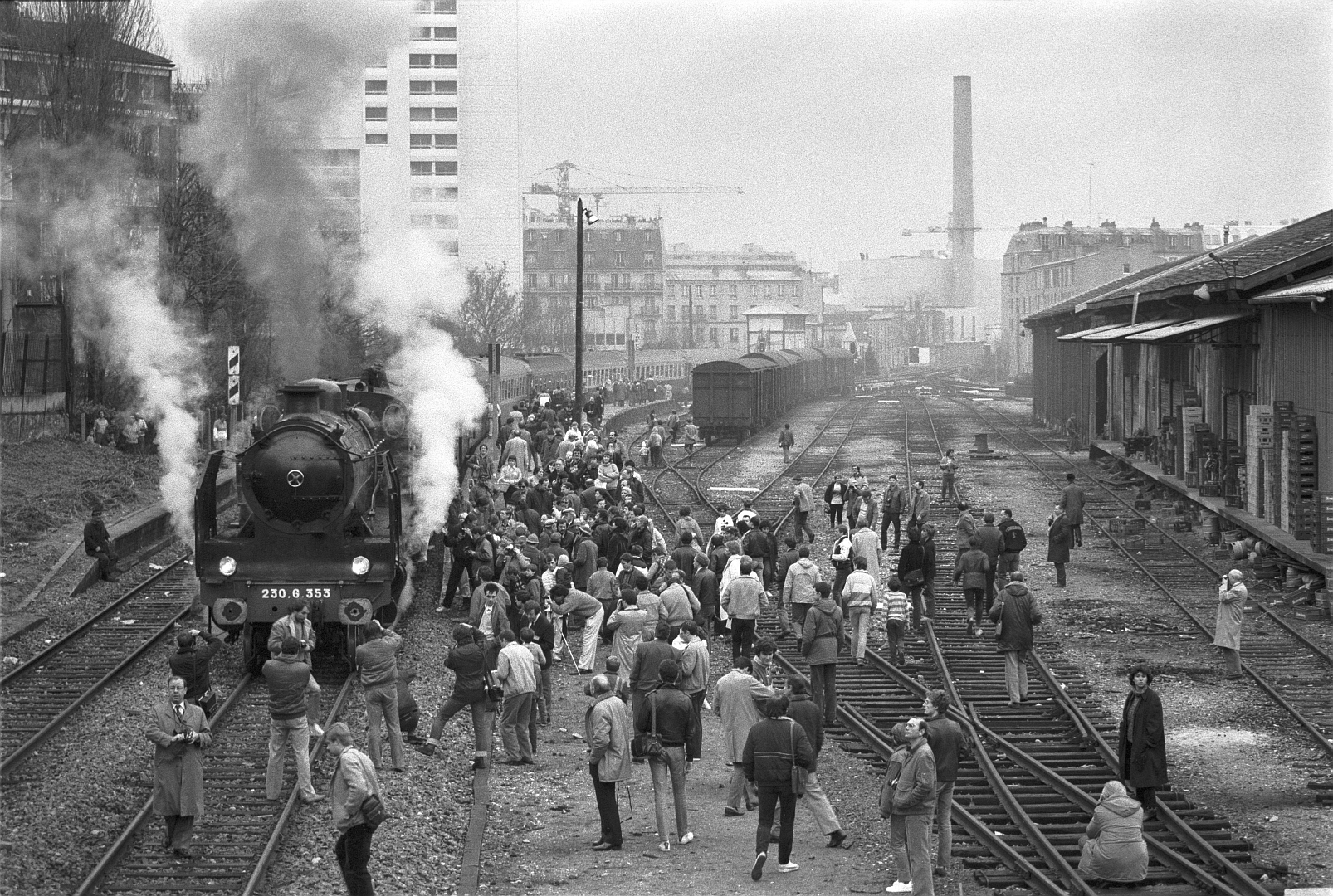
Bahnhof Belleville-Villette, 1985

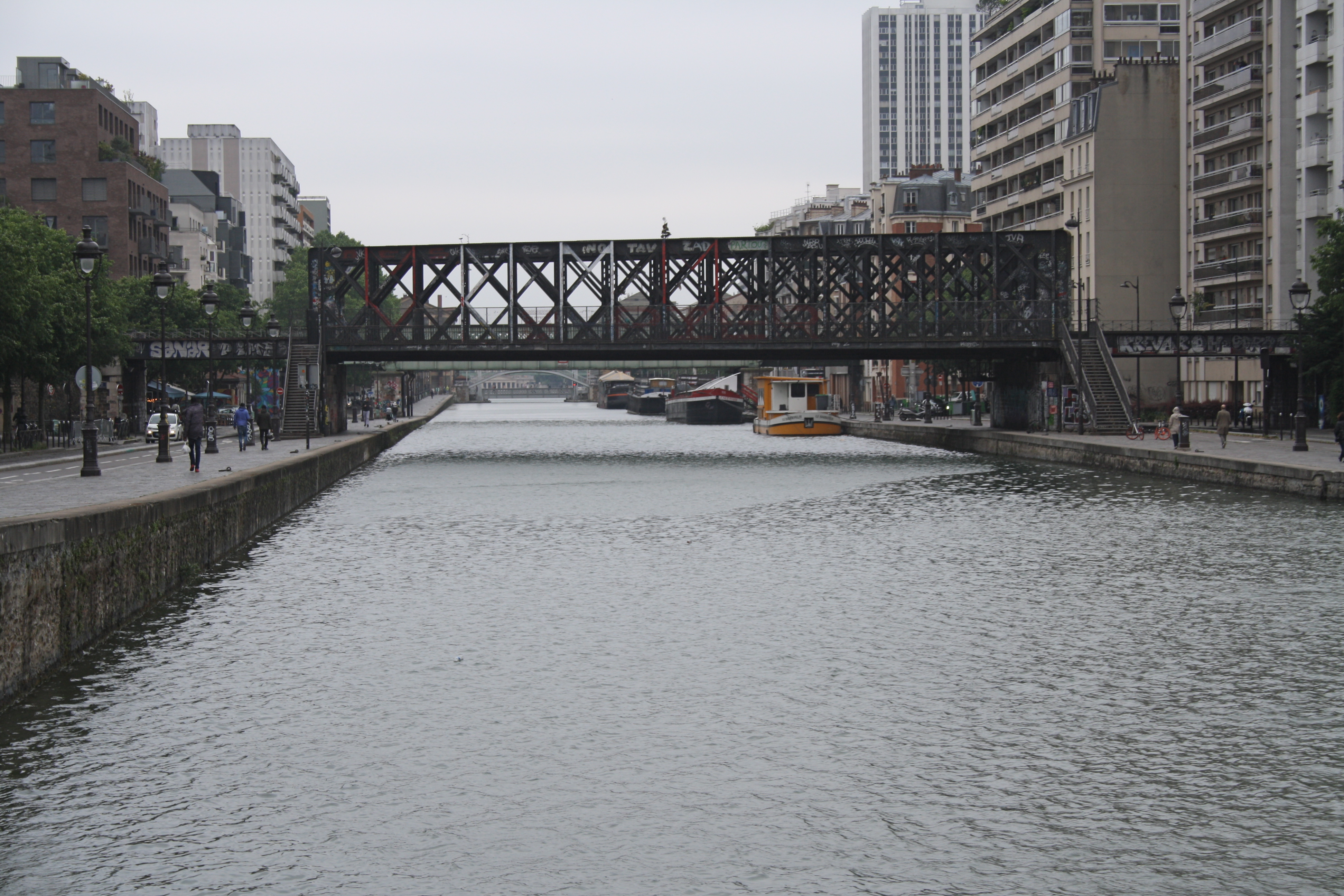
Brücke der Petite Ceinture über den Canal de l’Ourcq

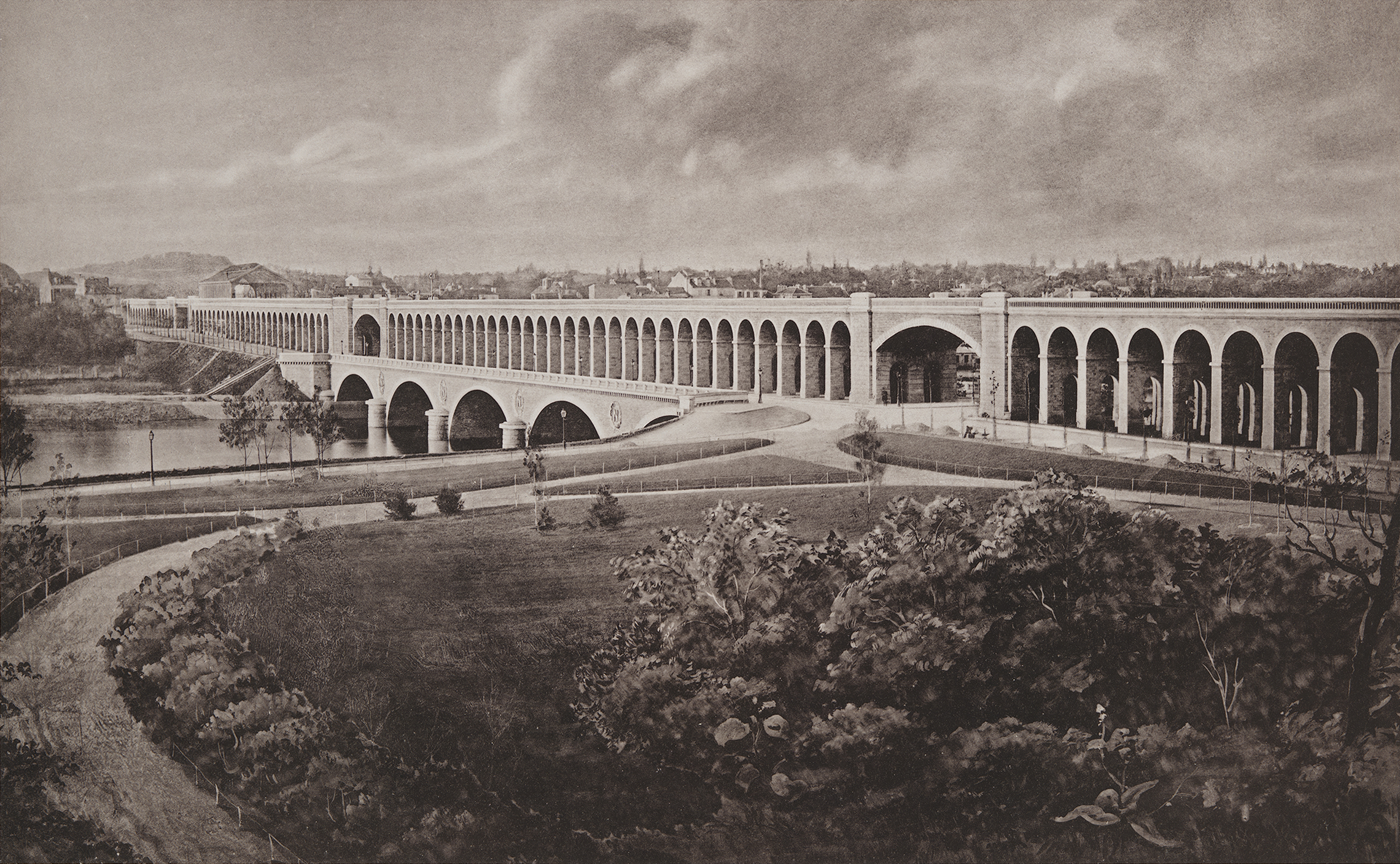
Der Pont du Point-du-Jour über die Seine verband die Viaduktstrecken Viaduc du Point-du-Jour und Viaduc d’Auteuil

Die eigentliche Geburtsstunde des „Eisenbahngürtels“ (Chemin de Fer de Ceinture) schlug mit der Machtübernahme Napoléons III. am 2. Dezember 1851. Sein Minister für öffentliche Infrastruktur Pierre Magne sicherte die Finanzierung des Baus der Strecke noch am selben Tag zu. Er bot an, mit Ausnahme der Bahnhöfe und Fahrzeuge, alles für den vorgeschlagenen Eisenbahnring zu bauen.
Im Gegenzug hatte jede Betreibergesellschaft einen Beitrag von einer Million Francs in das Gemeinschaftsunternehmen einzuzahlen, wobei der französische Staat den Beitrag der bankrotten Compagnie du chemin de fer de Paris à Orléans übernahm. Alle Gesellschaften unterzeichneten am 10. Dezember 1851 die Konzession für die Verbindungsstrecke auf dem rechten Seineufer und für das Konsortium Syndicat de Chemin de Fer de Ceinture.
Mit der Erteilung der Konzession war eine Reihe von Auflagen verbunden, zu der unter anderem auch die Einrichtung und der Betrieb eines Personenverkehrs gehörten. Die Betreibergesellschaften waren allerdings vorrangig am lukrativeren Güterverkehr interessiert. Erst ab dem 14. Juli 1862 wurde vom Syndicat de Ceinture der Personenverkehr auf dem ganzen Ring aufgenommen.
Ein erster provisorischer Güterverkehr zwischen dem Bahnhof Batignolles (heute: Pont Cardinet, 1,55 km nördlich des Bahnhofs Saint-Lazare) und der Betriebsstelle Pont du Nord (Verbindung zum Kopfbahnhof Gare du Nord) wurde am 15. November 1852 aufgenommen. Dazu gehörte ein Abzweig zum Pariser Viehmarkt Marché aux Bestiaux, der später zu den Schlachthöfen Abattoirs de la Villette verlängert wurde. Offiziell eröffnet wurde die zunächst eingleisige, sechs Kilometer lange Strecke im Rahmen einer bescheidenen Zeremonie ohne Anwesenheit ranghoher Regierungsmitglieder – der Kaiser weihte an jenem Tag den Winterzirkus ein – am 12. Dezember 1852. Kurz vor 14 Uhr erreichte der von der Lokomotive „Meulan“ gezogene Eröffnungszug mit ca. 300 Gästen den Pont du Nord. An dieser Brücke unterquert die Petite Ceinture die Trasse der Nordbahn. Die Betriebsstelle bestand aus einer Drehscheibe, auf der die Güterwagen bis September 1853 um 90 Grad gewendet und von Pferden weiter zum Gare du Nord gezogen wurden.
Der Abschnitt zwischen Pont du Nord und Pont d’Aubervillers, der die Bahnhöfe La Chapelle(-Saint-Denis) und La Villette einschloss, wurde am 30. September 1853 übergeben. Auch die Bahnstrecke Paris–Strasbourg wurde von der Ringbahn unterfahren.
Am 31. Dezember jenes Jahres wurde die Strecke von dort über die Seinebrücke Pont National nach Ivry-sur-Seine (Bahnstrecke Paris–Bordeaux) verlängert. Um die Zerschneidung von Industrieunternehmen zu vermeiden, wurden La Villette und der Canal de l’Ourcq auf einem Viadukt durch- bzw. überquert. Schwierige Bodenverhältnisse erschwerten im folgenden Bereich die Arbeiten, rutschender Lehm zerstörte Futtermauern und beschädigte Wohngebäude und eine Fabrik. Der Friedhof Père-Lachaise musste in einem 1018 m langen Tunnel (Tunnel de Charonne) unterquert werden. Weitere Tunnel in diesem Bereich waren der Tunnel unter dem Hügel von Belleville (1125 m) und der Tunnel Sorbier (144 m). Letzteren hat man später, unter Deckelung eines dazwischenliegenden Einschnitts, mit dem Tunnel de Charonne verbunden, der dadurch mit 1301 m zum längsten Tunnel der Petite Ceinture wurde. 1855 konnten die zwei Güterbahnhöfe Charonne und Belleville-Villette ihre Arbeit aufnehmen.

## Die Personenverkehrslinie Paris–Auteuil
Im Nordwesten der Stadt eröffnete die Compagnie de Paris à Saint Germain der Brüder Émile und Isaac Pereire am 2. Mai 1854 die Ligne d’Auteuil. Im scharfen Gegensatz zur reinen Güterverkehrsstrecke des Syndicat de Ceinture war dies eine reine Personennahverkehrsstrecke. Sie führte vom Bahnhof Saint-Lazare entlang der westlichen Befestigungen zum Dorf Auteuil im Süden. Nach dem 1855 erfolgten Zusammenschluss mit der Compagnie de Versailles-Rive Gauche wurde die Linie von der Chemins de fer de l’Ouest betrieben.

## Chemin de Fer de Ceinture Rive gauche

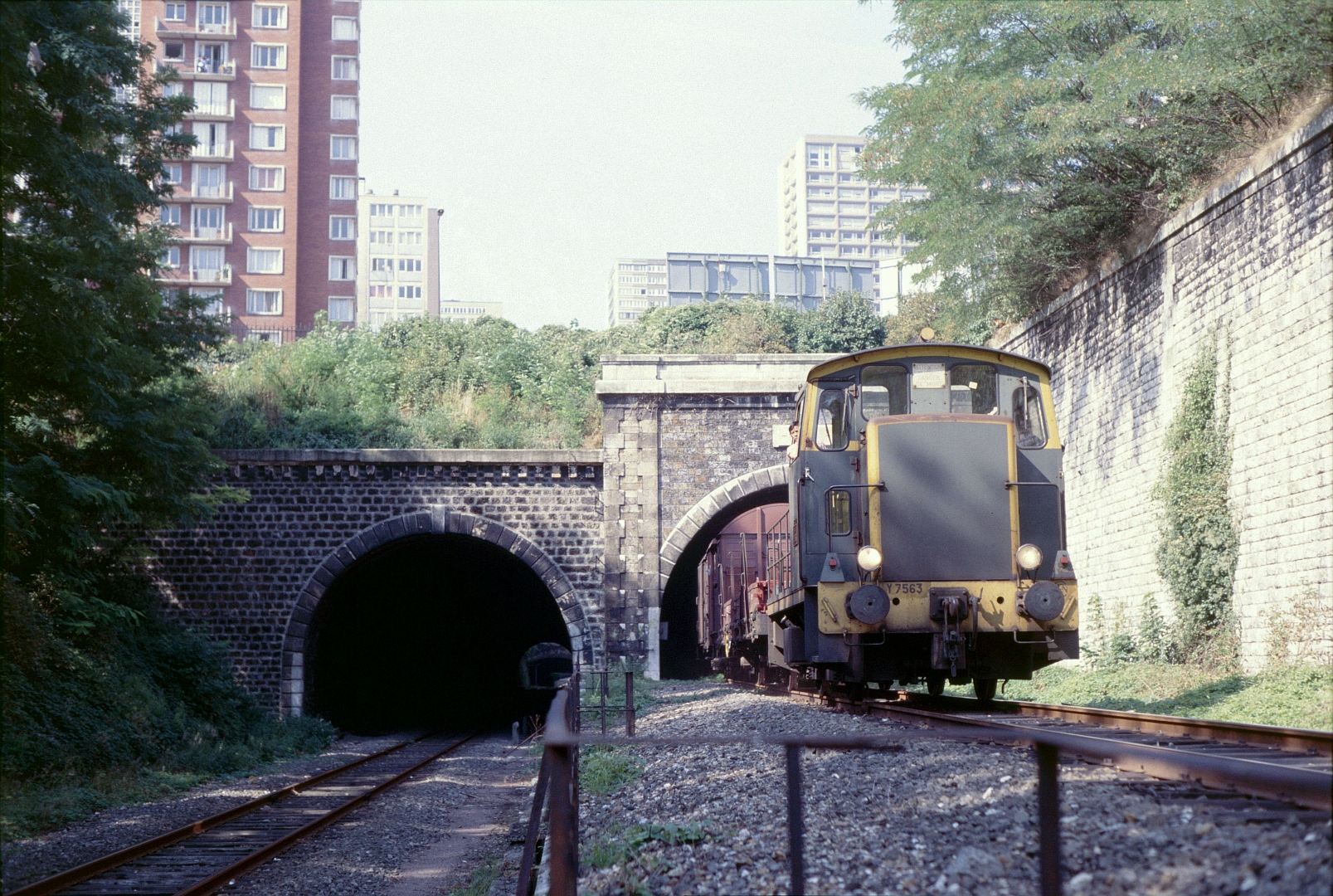
Eine Y 7400 vor einem Güterzug verlässt den Tunnel des Gobelins, links das Ringbahngleis, 1985

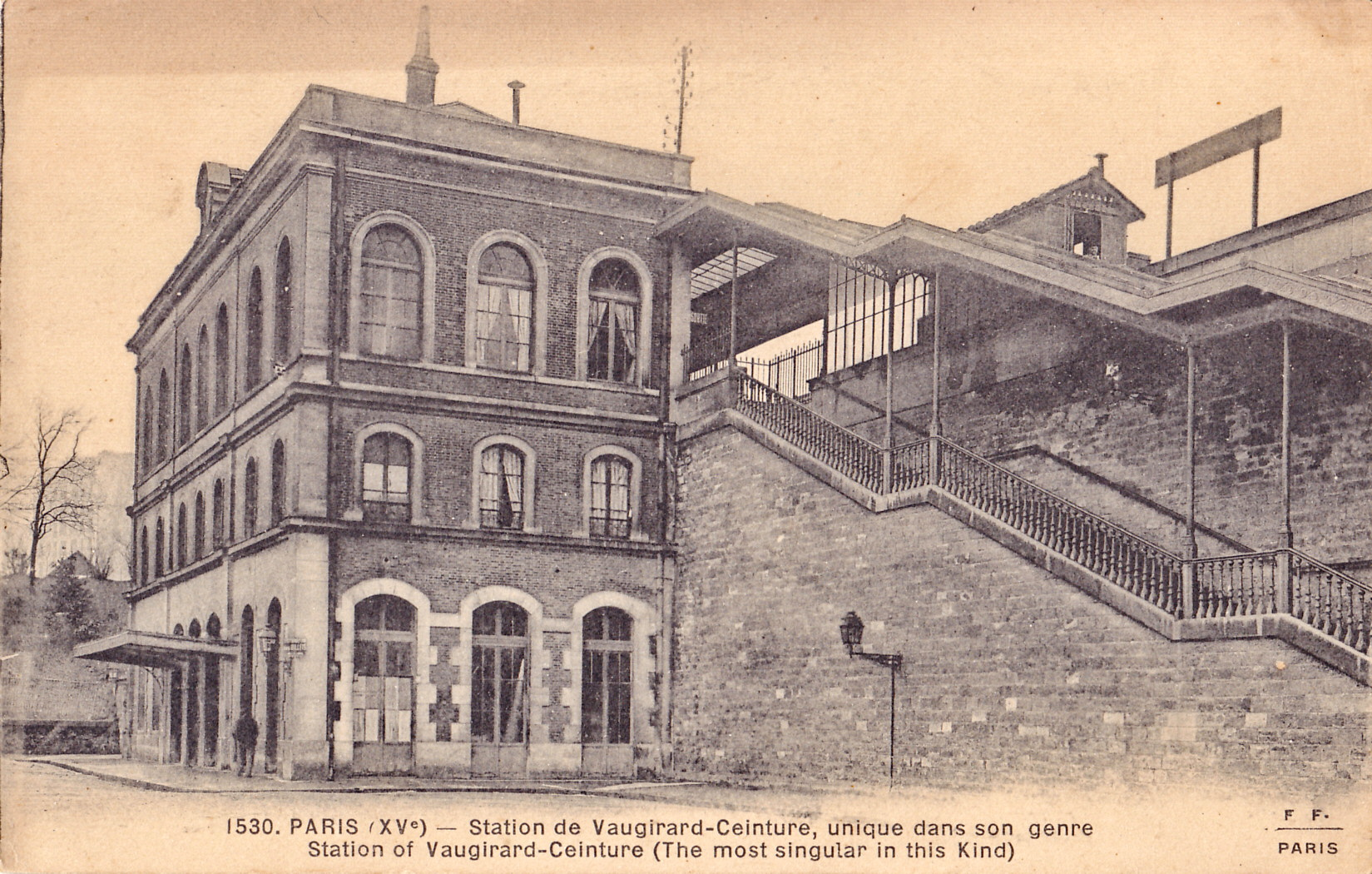
Bahnhof Vaugirard-Ceinture vor 1914

Bereits seit dem 20. Juli 1852 waren über eine Verbindung im südwestlich von Paris gelegenen Ort Viroflay zwei Eisenbahnstrecken miteinander verknüpft worden. Die am 1. August 1854 eröffnete Verbindung der Gleise der Betreibergesellschaft Compagnie du chemin de fer de Paris à Saint-Germain mit dem Güterbahnhof Batignolles finanzierte der Staat, da sich jene weigerte, sich an den Kosten zu beteiligen. Von da an war es möglich, Eisenbahnwagen vom Bahnhof Ivry-Chevaleret (seit 1919: Ivry-sur-Seine) über Batignolles und Viroflay bis zum Güterbahnhof Vaugirard im Pariser Süden zu überführen.
Der Bau der Verbindungsstrecke auf dem linken Seine-Ufer (frz. Rive gauche) wurde am 27. Februar 1867 beendet. Der letzte Trassenabschnitt zur Verbindung Javel–Champ de Mars wurde rechtzeitig zur Weltausstellung Paris 1867 fertig. Mit der Eröffnung der Linie zwischen Courcelles und Clichy wurde am 25. März 1869 der „Kleine Gürtel“ (Petite Ceinture) geschlossen, wobei die Strecke in einem kurzen Abschnitt unter der Saint-Lazare-Haupttrasse geführt werden musste.
Rechtzeitig vor der Weltausstellung 1889 wurden viele niveaugleiche Bahnkreuzungen beseitigt und die letzte Verlängerung der Petite Ceinture mit der Kreuzungslinie Champs de Mars–Passy durchgeführt.

## Stilllegungen
Nach und nach verringerte sich die Nachfrage, bis 1924 auf dem Abzweig Champ de Mars und bis 1934 auf der gesamten Petite Ceinture der Personenzugverkehr zugunsten von Bussen eingestellt wurde. Die entsprechenden Buslinien heißen heute noch „PC1“ bis „PC3“ für „Petite Ceinture“. Ausschließlich die Ligne d’Auteuil, die 1925 elektrifiziert wurde, blieb von Pont Cardinet bis Auteuil in Betrieb.
Nach 1934 verkehrten bis Anfang 1990 noch Güterzüge auf der Trasse. So wurden beispielsweise bis 1976 die Citroën-Werke in Grenelle (heute Parc André Citroën), bis 1979 die Schlachthöfe in der Rue de Vaugirard (heute Parc Georges Brassens), bis 1985 der Bahnhof Reuilly und bis 1991 der Gare des Gobelins unter dem Olympiaquartier im 13. Arrondissement bedient. Im Norden und Osten wurde die Trasse zum Zugtransfer zwischen den Bahnhöfen bis Ende der 1980er Jahre benutzt.
Beim Stand von 2007 war die Petite Ceinture als geschlossener Ring aufgegeben. Die Signalanlagen blieben jedoch noch in Betrieb, da der Zugverkehr nicht völlig eingestellt wurde. Der Südabschnitt (Rive gauche) wurde beispielsweise genutzt, um den Bauschutt beim Ausbau der Métrolinie 14 abzutransportieren. Der 2007 noch befahrene Nordabschnitt zwischen der Porte de Clichy und dem Boulevard Victor verfügte über 23 km Gleis. Einzelne Nostalgiefahrten wurden durchgeführt.
Im Westabschnitt wurde die Strecke komplett zurückgebaut. Im Sommer 2006 war die Trassennutzung Gegenstand von Verhandlungen zwischen dem Eigentümer Réseau Ferré de France (RFF) und der Stadt Paris. Zum Zeitpunkt 2007 war die Trasse wegen Arbeiten in Höhe der Avenue de France im 13. Arrondissement unterbrochen.

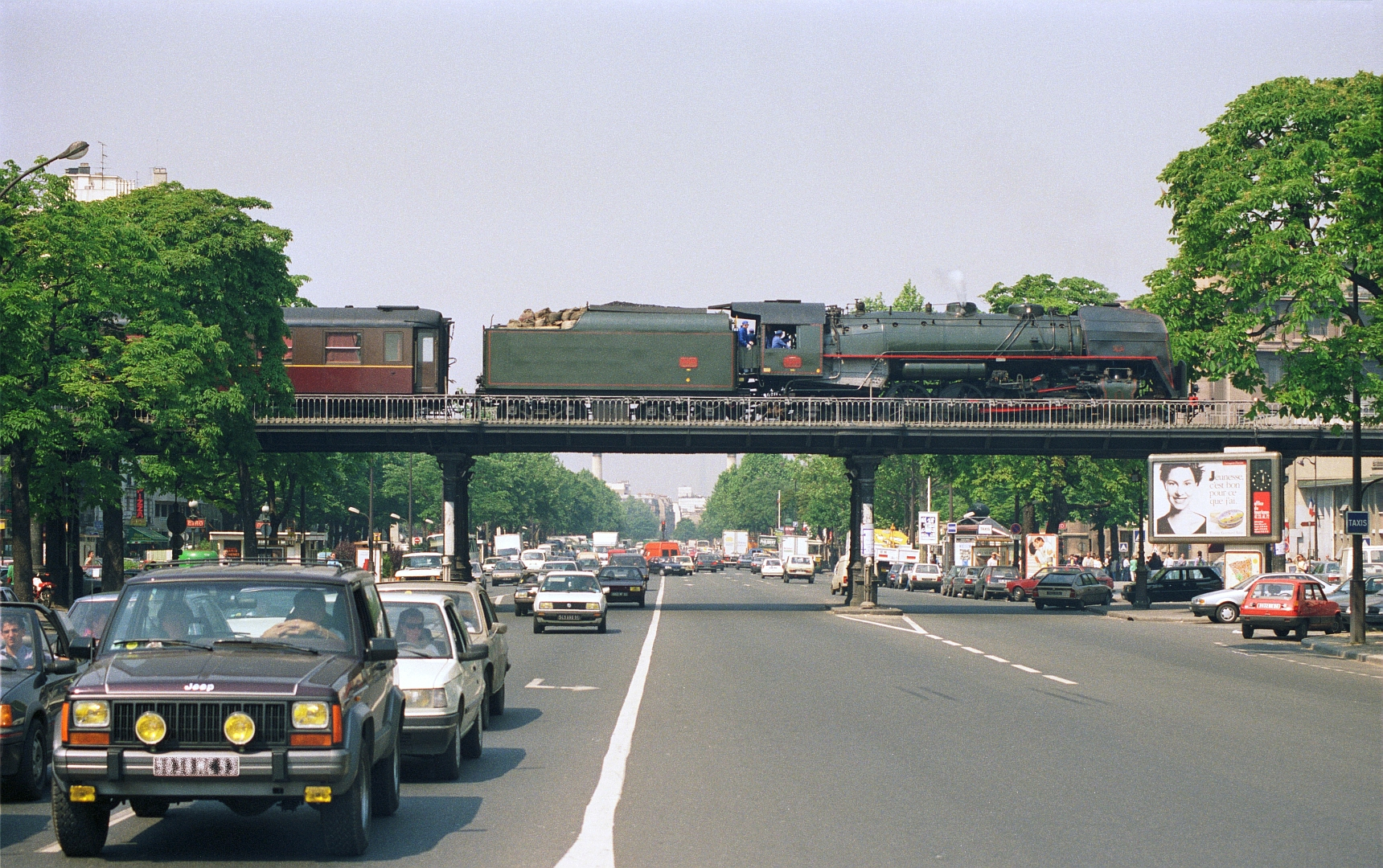
Sonderzug auf der Brücke über die Straße Cours de Vincennes, 1989
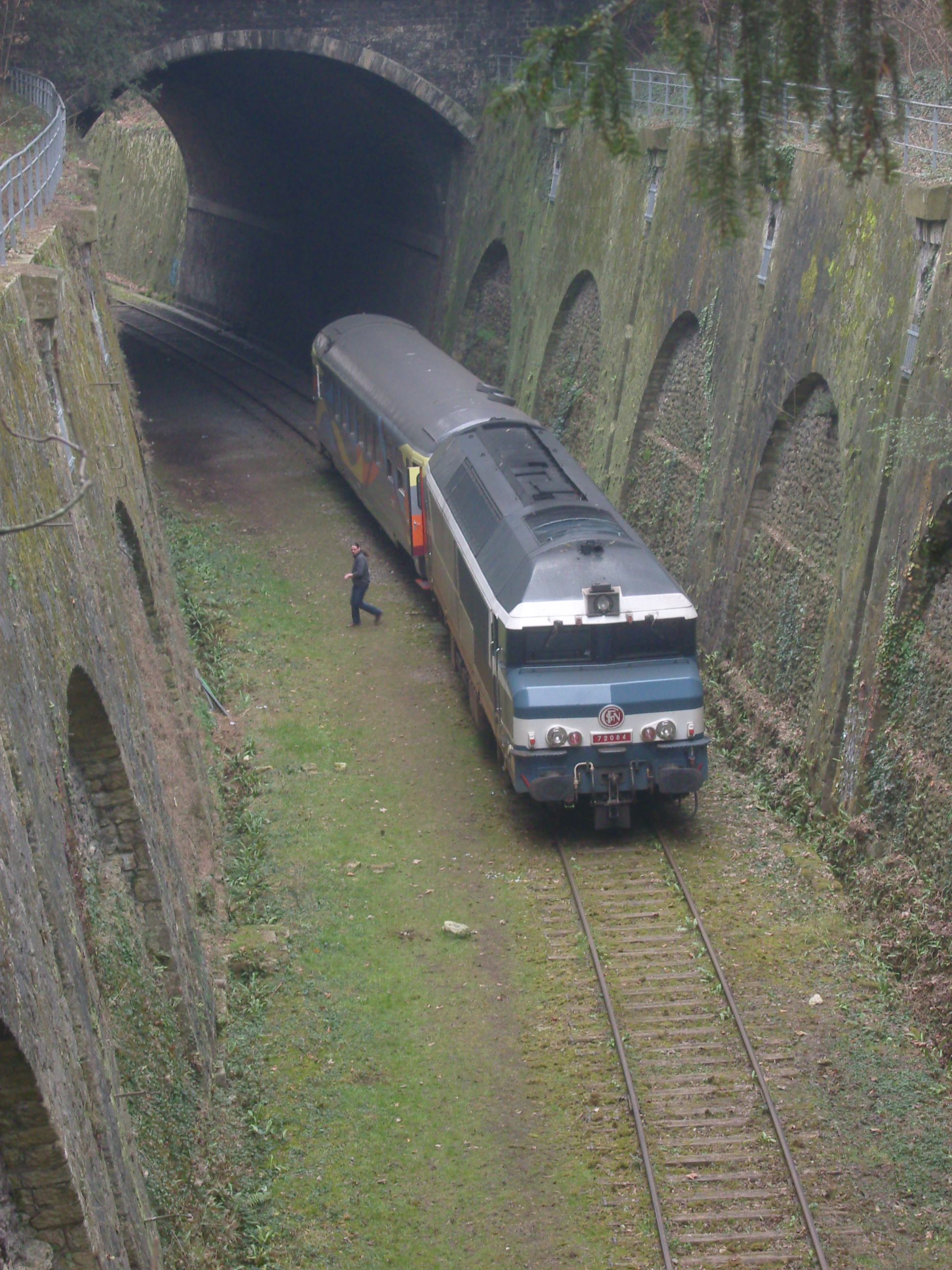
Eine CC 72000 vor einem Speisewagen im Einschnitt des Parc Montsouris, 2012
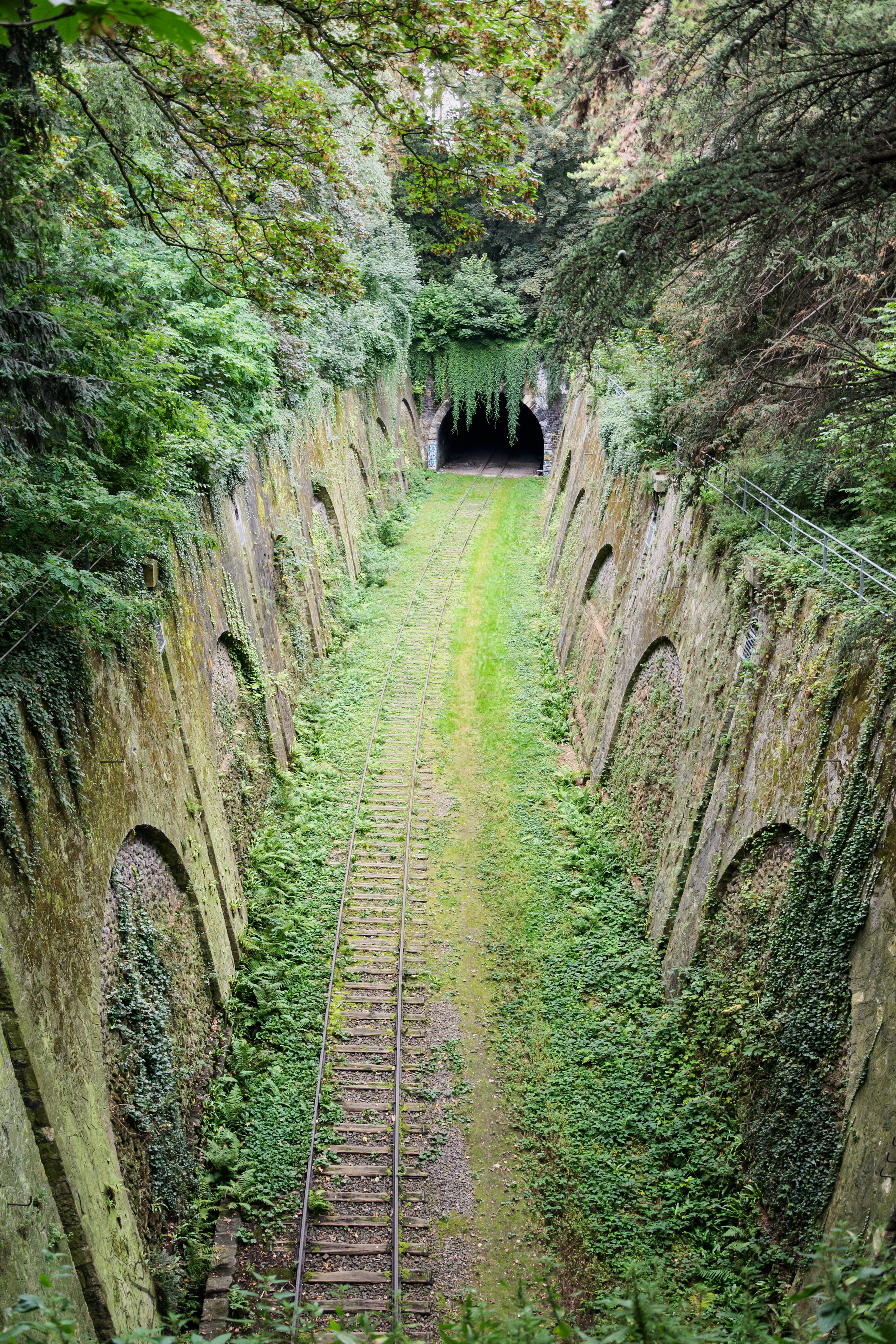
Trasse im Parc Montsouris, 2013
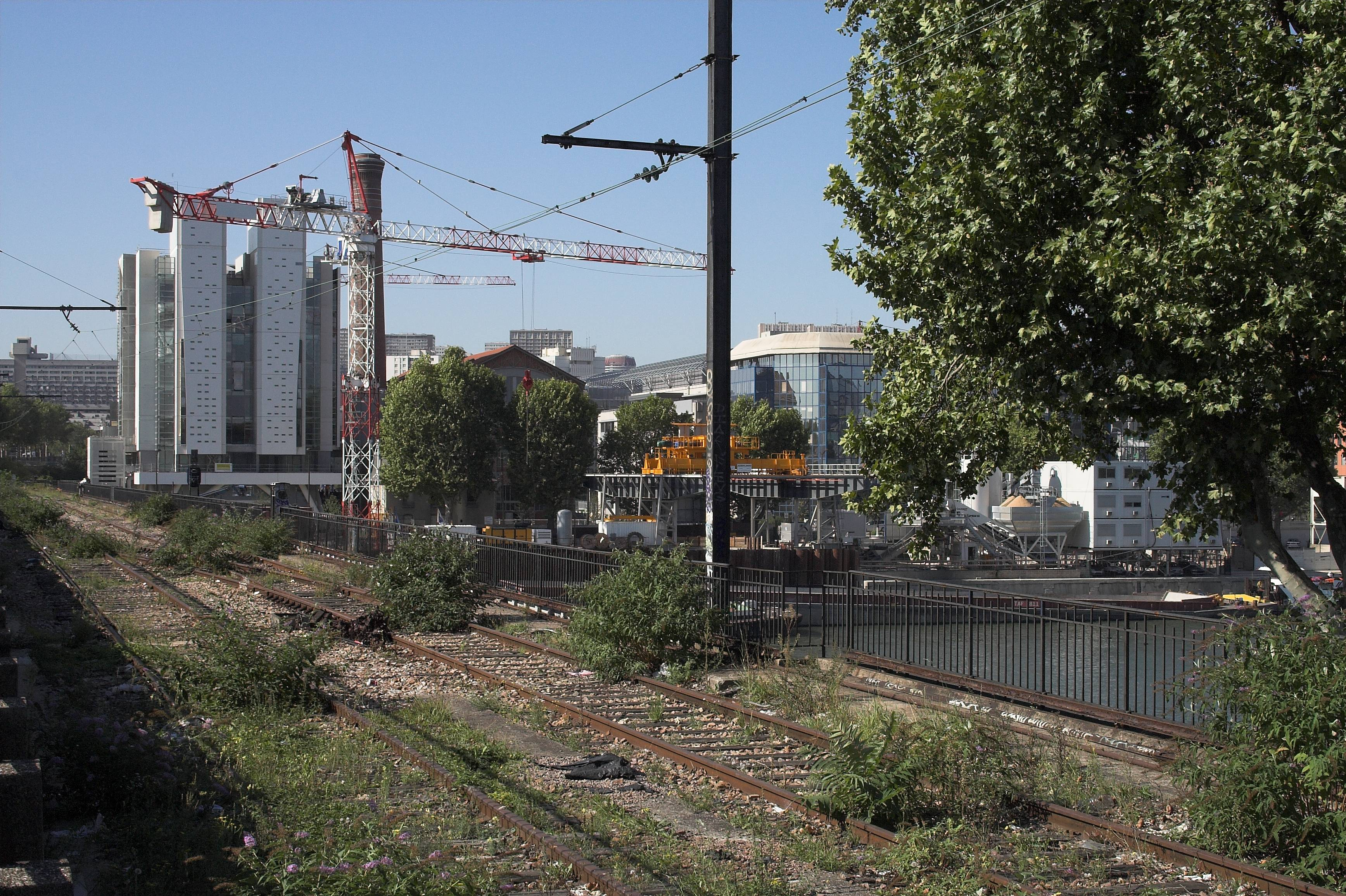
Betreten verboten! Der Pont National verbindet linkes und rechtes Seineufer (2006)
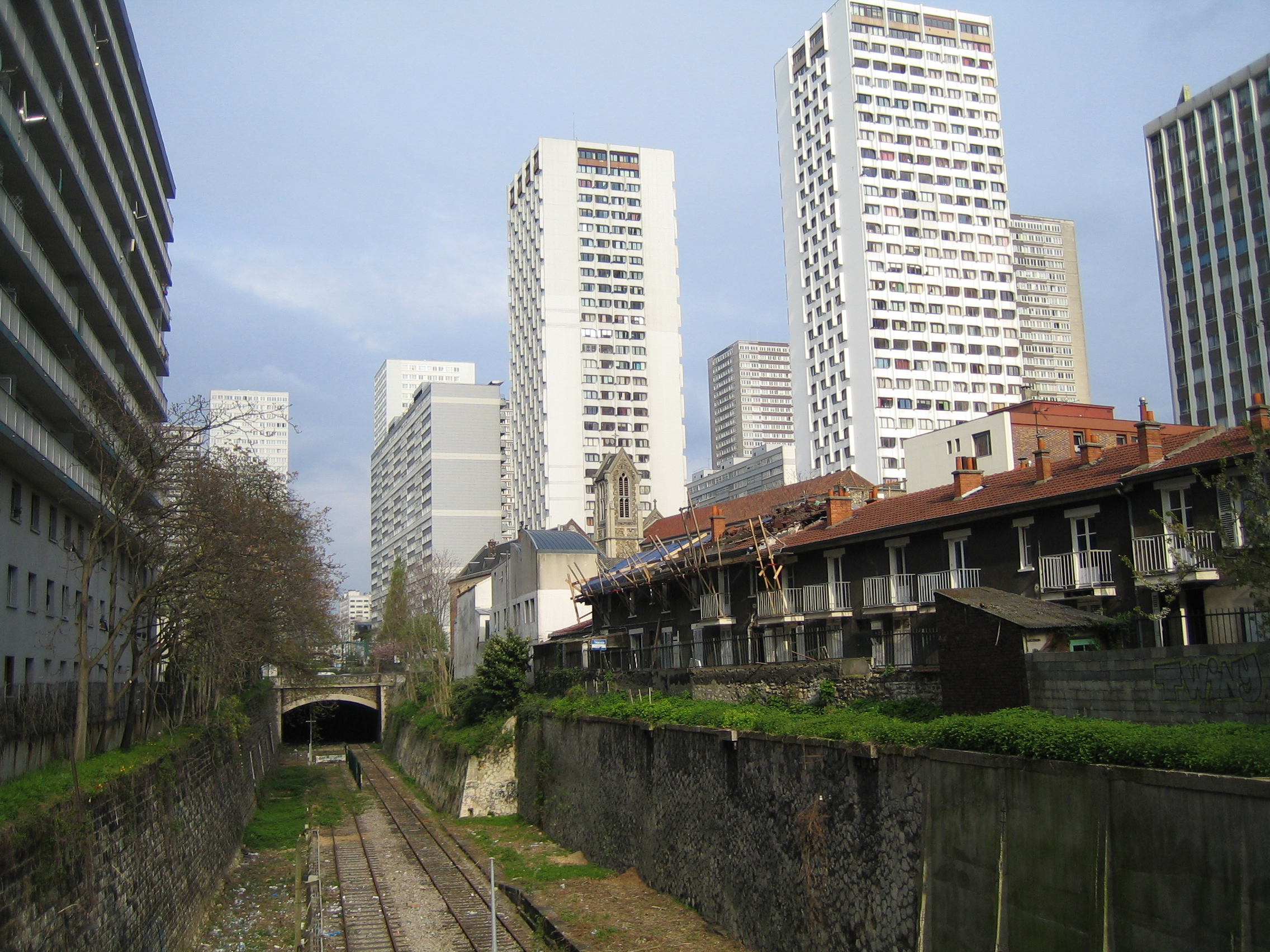
Trasse im 13. Arrondissement an der aufgelassenen Station La Maison Blanche, 2005

## Die VMI (RER C)

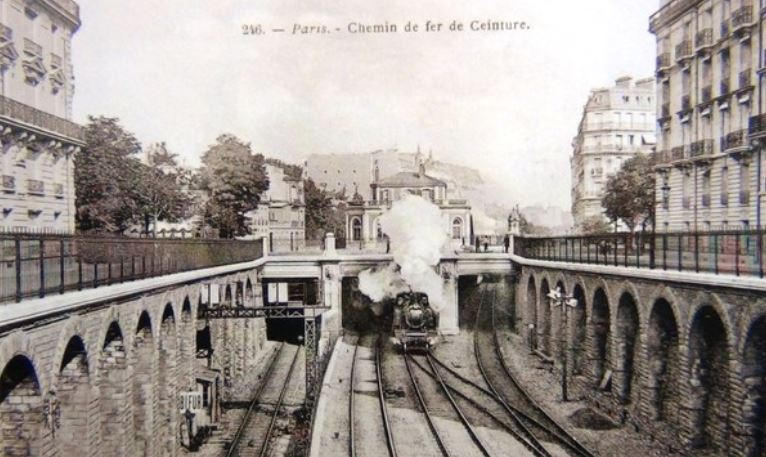
Die ehemals viergleisige Strecke der Ligne d’Auteuil (im Hintergrund das Gebäude der Station Avenue Henri Martin) ist an dieser Stelle seit 1988 überbaut

Die Züge der 1985 stillgelegten Ligne d’Auteuil wurden auf deren mittlerem Abschnitt 1988 durch jene der S-Bahn-ähnlichen Linie RER C ersetzt. Diese Linie wurde nach dem Bau eines neuen Tunnels, der den Pariser Nordwesten quert, nach Montigny-Beauchamp und Argenteuil verlängert. Der Zweig der Linie Vallée de Montmorency–Invalides (VMI) nach Champ de Mars überquert die Seine auf einer Brücke, die 1958 beschädigt worden war. Danach verläuft die 1988 überbaute Trasse unterirdisch. Der Streckenabschnitt zwischen Avenue Henri Martin und Courcelles - Levallois wurde von vier auf zwei Gleise rückgebaut. Der Ausgang des Tunnels liegt in Clichy.

## Pläne zur weiteren Nutzung
Verschiedene Pläne zur Nutzung der Trasse der Petite Ceinture wurden in den letzten Jahrzehnten abgewogen, darunter:
- Güterverkehrsstrecke: Die Stadt Paris möchte diese gelegentlichen Nutzungen der Strecke reduzieren;
- Métro- oder Straßenbahnstrecke: Die Straßenbahnlinien T3a und T3b sind zwar auf den parallel verlaufenden Boulevards des Maréchaux, aber mit vergleichsweise niedrigen Reisegeschwindigkeiten in Betrieb;
- als Allee (entsprechend der Coulée verte René-Dumont): Im März 2006 schlug der damalige Bürgermeister von Paris, Bertrand Delanoë, vor, eines der beiden Gleise mit einer Baumreihe zu bepflanzen um die Möglichkeit einer späteren Wiedernutzung für Bahnzwecke zu erhalten. Dieser Vorschlag wurde Gegenstand von Verhandlungen zwischen dem damaligen Eigentümer RFF.

### Coulées vertes
Seit 2007 wurden mehrere Abschnitte zu coulées vertes, Parkwanderwegen, umgewandelt:
- die 1,5 km lange Petite Ceinture du 16e, die im Dezember 2007 zwischen den früheren Bahnhöfen Auteuil-Boulogne und Passy-la-Muette (an der Chaussée de la Muette) eröffnet wurde. Die Gleisanlagen dieses 2008 stillgelegten Streckenabschnitts wurden vollständig zurückgebaut.[6][7]
- die 1,3 km lange Petite Ceinture du 15e zwischen dem Place Balard und der Rue Olivier-de-Serres, die seit Sommer 2013 zugänglich ist.[8][9]
- die 500 m lange Petite Ceinture du 13e, die seit Januar 2016 auf der Fläche des früheren Bahnhofs Glacière-Gentilly betreten werden kann.[10][11]
- die 220 m lange Petite Ceinture du 20e seit Juli 2019 zwischen der Rue de Ménilmontant und der Rue des Couronnes.[12][13]
- die 650 m lange Petite Ceinture du 17e, die zwischen der Rue de Saussure und dem Bahnhof Péreire - Levallois ebenfalls seit Juli 2019 zugänglich ist.[14][15]
- die kurze Petite Ceinture du 14e auf Höhe der Avenue du Général Leclerc seit August 2019.[16][17]
- die 200 m lange Petite Ceinture du 12e zwischen der Rue Rottembourg ebenfalls seit August 2019.[18][19]
- die etwa 850 m lange, in zwei Abschnitte geteilte Petite Ceinture du 19e seit August 2020. Sie befindet sich im Wesentlichen auf dem Gelände des früheren Bahnhofs Pont de Flandre.[20][21]

Auf weiteren kürzeren Abschnitten wurden Gemeinschaftsgärten eingerichtet. Mit Ausnahme der Petite Ceinture du 16e wurden alle Nutzungen als reversibel (promenades réversibles) deklariert und keine größeren ortsfesten Installationen auf der Trasse der Hauptgleise vorgenommen.

## Großer Gürtel / Grande Ceinture

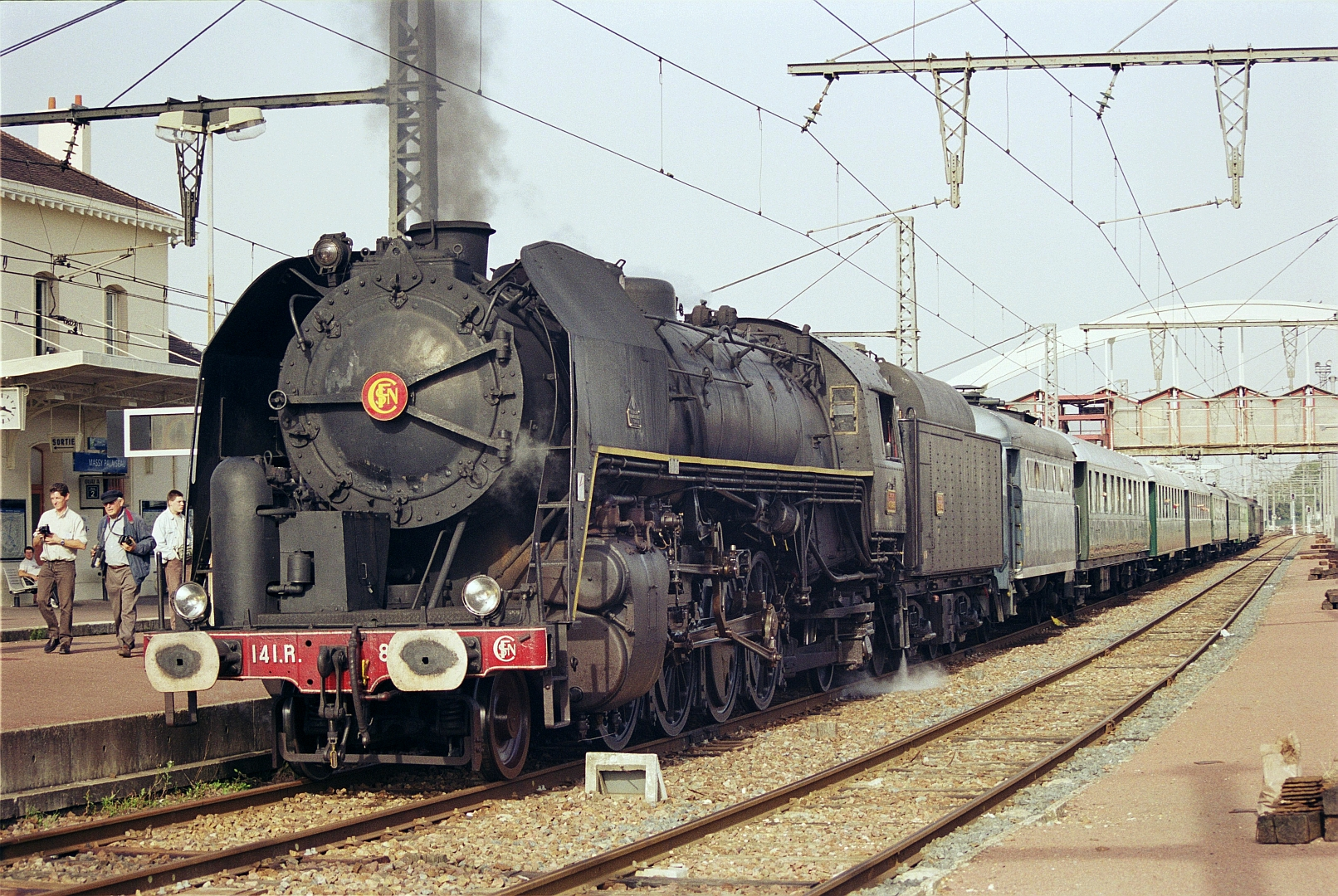
US-Lokomotive 141 R 840 im Bahnhof Massy-Palaiseau der Grande Ceinture, 2001

Der „Kleine Gürtel“ wurde ab 1877 ergänzt durch einen „Großen Gürtel“ (Grande Ceinture) mit dem 1877 eröffneten ersten Teilstück zwischen Noisy-le-Sec nordöstlich von Paris und Villeneuve-Saint-Georges. Die weiteren, bis 1886 erbauten Strecken berühren, auf der Karte im Uhrzeigersinn gesehen, ab Villeneuve-Saint-Georges die Orte Rungis (nördlich des heutigen Flughafens Orly, mit einer späteren Parallelstrecke südlich von Orly über Juvisy-sur-Orge), Massy, Palaiseau, Versailles, Saint-Germain-en-Laye, Achères, Sartrouville und wieder Noisy-le-Sec. Der Große Gürtel hat etwa 160 km Streckenlänge.